# Pietro Dib
Pietro Dib (* 13. Juni 1881 in Dlepta, Libanon; † 4. November 1965) war maronitischer Bischof von Kairo.

## Leben
Pietro Dib empfing die Priesterweihe der mit der römisch-katholischen Kirche unierten maronitischen Kirche am 16. März 1907.
1946 wurde er von Papst Pius XII. zum Titularbischof von Tarsus dei Maroniti ernannt und zum Bischof der Eparchie Kairo der Maroniten bestellt. Die Bischofsweihe spendete ihm am 5. Juli 1946 Achille Kardinal Liènart; Mitkonsekratoren waren Jean-Julien Weber PSS, Bischof von Straßburg, und Auguste Joseph Gaudel, Bischof von Fréjus.